# Cabo Cuerno
Das Cabo Cuerno (spanisch) ist ein Kap im Norden der Anvers-Insel im Palmer-Archipel westlich der Antarktischen Halbinsel. Es liegt südwestlich des Kap Grönland.
Argentinische Wissenschaftler benannten es. Der weitere Benennungshintergrund ist nicht überliefert.